# Rockwood (Michigan)
Rockwood – miasto w Stanach Zjednoczonych, w stanie Michigan, w hrabstwie Wayne.